# Modiolus demissus
Modiolus demissus är en musselart. Modiolus demissus ingår i släktet Modiolus och familjen blåmusslor. Inga underarter finns listade i Catalogue of Life.